# Hébreu
Cet article concerne la langue hébraïque. Pour le peuple hébreu, voir Hébreux. Pour les autres articles sur des sujets proches, voir Hébreu (homonymie).
L’hébreu (en hébreu moderne : עִבְרִית / ivrit /ivˈʁit/ ou /ʕivˈɾit/, et en hébreu ancien : לשון הקודש lašon ha-qodeš « langue sacrée ») est une langue chamito-sémitique. Étroitement apparenté au phénicien, il appartient au groupe cananéen, de la branche centre-nord de la famille des langues sémitiques, qui contient aussi les langues araméennes.
L'hébreu ancien, ou classique, est la langue rituelle et liturgique de la religion juive, tandis que l'hébreu moderne compte plus de neuf millions de locuteurs en Israël et un million dans le reste du monde. L’hébreu est la langue officielle de l’État d’Israël.

## Histoire

### Hébreu ancien
L'écriture protosinaïtique, suivie de l’écriture protocananéenne, dérive probablement de l’écriture égyptienne en hiéroglyphes. Cette écriture évolue en écriture phénicienne, considérée comme la mère des écritures grecque, paléo-hébraïque, samaritaine et araméenne.

#### Proto-hébreu
Les lettres d’Amarna ou de Tel-Amarna sont une correspondance diplomatique égyptienne du XIVe siècle avant notre ère. Certaines lettres viennent de Canaan. Elles sont rédigées en akkadien, la langue diplomatique de l’époque. Elles comprennent bien des mots et des expressions de la ou des langues ouest-sémitiques parlées en Canaan. Il s'y trouve des parallèles linguistiques frappants avec l’hébreu de la Torah, ce qui indique que des formes dialectales de proto-hébreu étaient parlées en Canaan avant l'installation des Hébreux eux-mêmes (les lettres ne font pas mention des Hébreux, sauf peut-être sous la forme des Apirou, population mal identifiée, dont le nom a un rapport possible avec « Hébreux »).
Au-delà de ces indices linguistiques, la forme de ce ou de ces proto-hébreux est imprécise. Les anciens dialectes phéniciens (Liban actuel) connus sont très similaires à l’hébreu ancien, à tel point qu’il est loisible de parler de formes géographiques d’une même langue, qui semble avoir été parlée (avec des variantes régionales) sur la côte syro-palestinienne. L’hébreu biblique provient donc d’une, voire de plusieurs de ces variantes géographiques dialectales.
En juillet 2008, l'ostracon de Khirbet Qeiyafa est découvert dans une strate datée entre 1050 et 970 av. J.-C. ; il pourrait être la plus ancienne trace écrite de l'hébreu sur le site de Khirbet Qeiyafa, une petite localité de l’âge du fer II A.
Selon Israël Finkelstein, les premières variantes de caractères hébreux apparaissent entre -880 et -830.

#### Hébreu biblique

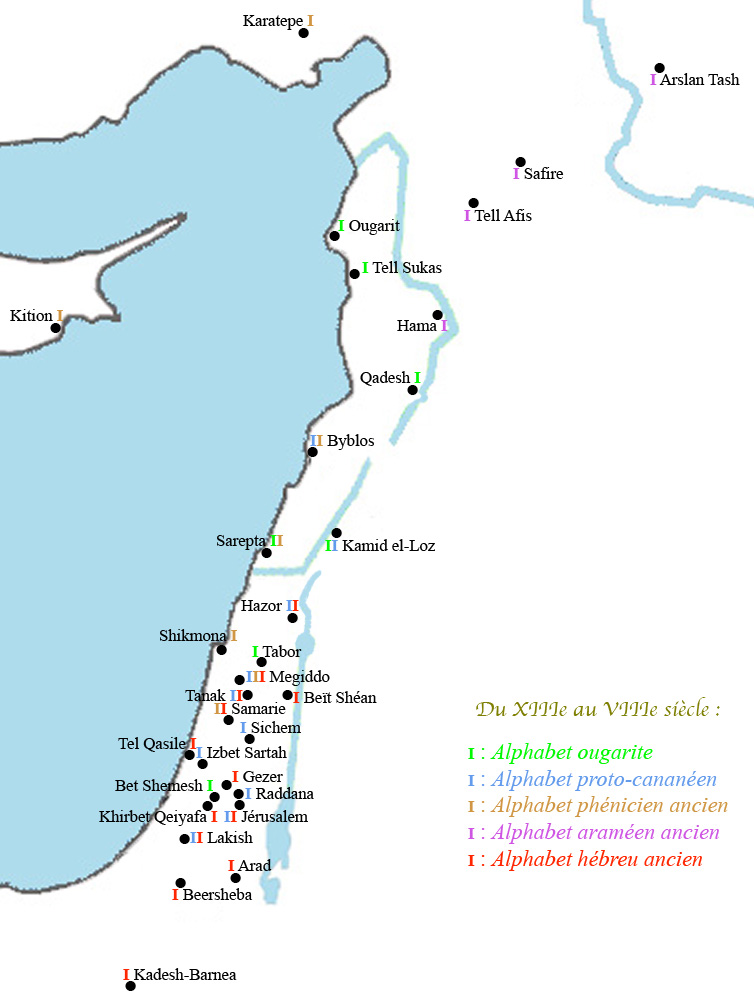
Diffusion de l'alphabet en Syro-Palestine entre le et le (alphabets ougarite, proto-cananéen, phénicien ancien, araméen ancien, hébreu ancien), selon Mario Liverani

L'hébreu est la langue de la Bible hébraïque (תַּנַ"ךְ / tanakh) et de la Mishnah ; celle de la plupart des livres apocryphes (ספרים חיצוניים / sefarim hiśoniyim) est l'araméen. Les manuscrits de Qumran (מגילות גנוזות / megilot genuzot) découverts dans des grottes situées au nord de la mer Morte entre 1947 et 1956, sont eux aussi principalement écrits en hébreu. En dehors des copies de livres bibliques, seulement un manuscrit sur six est rédigé en araméen (quelques manuscrits étant aussi composés en grec).
Dans la Bible, notamment dans le premier livre, la Genèse (בְּרֵאשִׁית / Berešit), au chapitre 14, verset 13, on trouve אברם העברי / Abram ha-’ibri, il s’agit « d’Abram l’Hébreu » avant qu’il ne devienne Abraham (אַבְרָהָם / Abraham), le texte ne fait aucune mention de la langue parlée par celui-ci et ses descendants. Il est généralement admis que le terme « hébreu » viendrait de l’expression « מעבר לנהר / me-’eber la-nahar » (de l’autre côté du fleuve), qui désigne l’origine d’Abraham.
Le texte de la Bible hébraïque en usage dans les éditions imprimées ou dans les rouleaux de la Torah à la synagogue est appelé texte « massorétique » (מסורת / massoret, signifiant « transmission »). Sa rédaction est le fruit d’un travail de plusieurs siècles, depuis l’époque des rois (VIIIe siècle av. J.-C.) jusqu'à celle des Maccabées (livre de Daniel, 167 av. J.-C.), dont il est difficile d’établir les différentes étapes.
L'hébreu biblique est une langue religieuse, sans doute différente de la langue parlée par la population. Il comporte en effet essentiellement des termes utilisés dans un contexte religieux. Se constate ainsi une certaine pauvreté de la langue biblique : la Bible ne comporte pas plus de 8 000 mots, dont 2 000 seraient des hapax (des termes n'apparaissant qu'une seule fois), et ces mots sont construits sur seulement 500 racines hébraïques. À titre de comparaison, à la même époque, le lexique grec comporte 120 000 mots. Un vocabulaire populaire plus diversifié a dû exister à côté de la langue formaliste et spécialisée de la Bible.

#### Hébreu mishnaïque

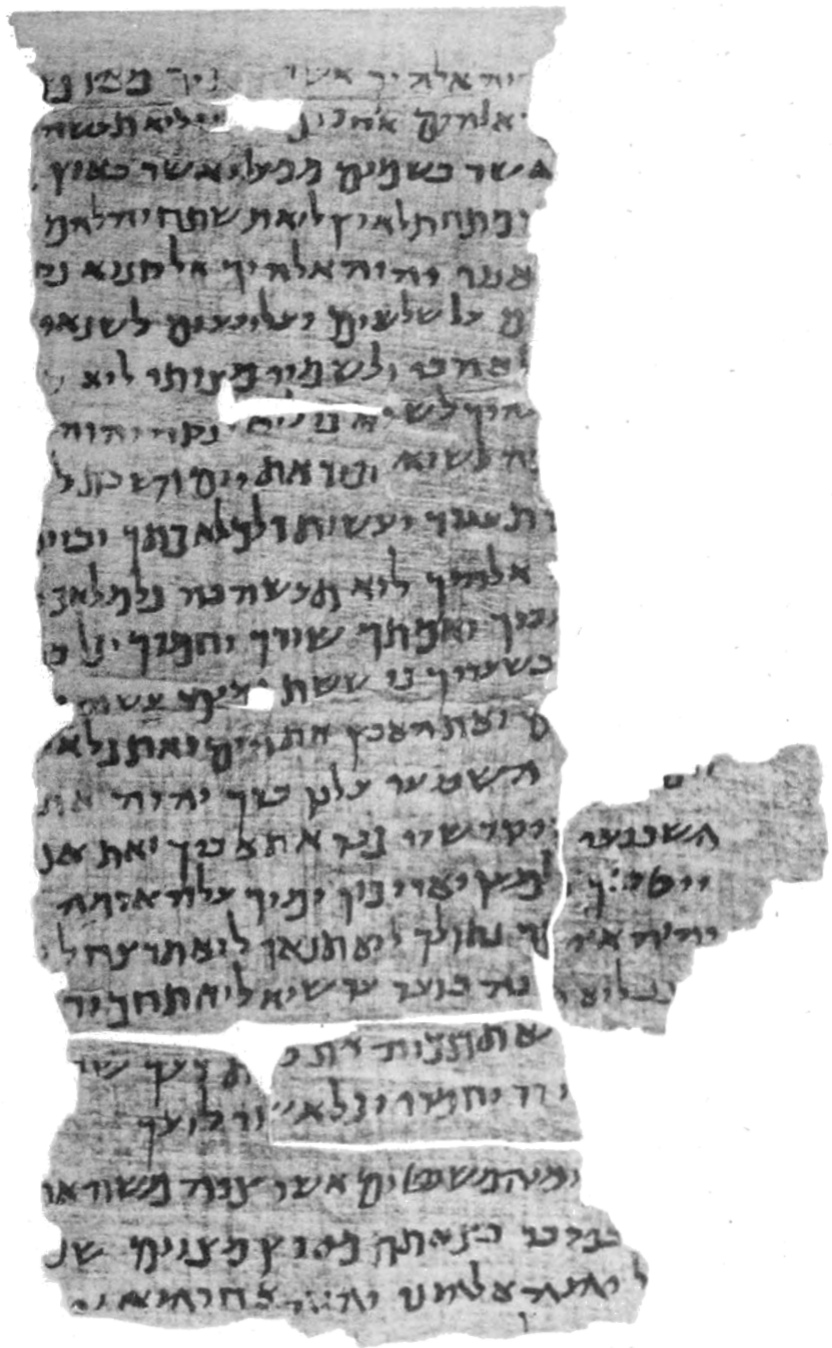
Papyrus Nash en hébreu, à

Cette forme de l'hébreu correspond à une période de l'histoire de la langue hébraïque (Ier – VIe siècle) qui correspond à peu près à la période du Talmud (IIe - Ve siècle), et celui-ci en est donc un témoignage. Elle est appelée aussi hébreu rabbinique ou langue des Sages.
C'est une langue vivante utilisée dans la vie courante autant que dans la littérature, comme l'attestent des documents épigraphiques et des manuscrits retrouvés par les archéologues en Israël et réunis dans une banque de données israélienne. Elle commence à être étudiée par Abraham Geiger en 1845.
L’hébreu mishnaïque contient certaines innovations par rapport à l’hébreu de la Bible auquel il est postérieur de plusieurs siècles. Ces innovations portent en particulier sur les domaines de la syntaxe et du vocabulaire. Dans celui-ci, on constate des emprunts aux langues politiquement ou culturellement dominantes de l’époque : araméen, grec, latin et persan.

#### Hébreu médiéval
À partir du Xe siècle, l’hébreu survit en dehors de la Palestine, au milieu des diverses communautés juives de la diaspora (גלות / galout), avant sa remarquable renaissance en Israël au XXe siècle à la suite des efforts d'Éliézer Ben-Yehoudah.
Dans la vie quotidienne, les Juifs parlent la langue du pays dans lequel ils vivent, réservant la langue hébraïque au domaine de l'étude et de la liturgie. C’est en effet dans cette langue que les Juifs de la diaspora prient trois fois par jour, qu’ils lisent la Torah et en étudient les commentaires. C’est également en hébreu que des sages (חכמים / hakhamim) des différents pays correspondent. La production hébraïque dans des domaines cultuels, culturels et professionnels montrent la dynamique de la langue hébraïque dans la longue durée historique.

### Hébreu moderne: renaissance ou reconstruction de la langue
L’hébreu connaît au XXe siècle une renaissance moderne sous l’impulsion d'Eliézer Ben Yehoudah (1858-1922).
Le travail de Ben Yehoudah trouve son origine dans la période dite de la Haskalah (השכלה).

#### LaHaskalah

Alphabet hébreu classique

La Haskalah est un mouvement philosophique, influencé par le siècle des Lumières, qui est lancé à la fin du XVIIIe siècle en Allemagne par Moses Mendelssohn (1729-1786). Il entend mieux intégrer les Juifs dans leur environnement non juif par la pratique d’une éducation « moderne », par l’implication dans les débats philosophiques ou scientifiques et par l’intégration aux circuits économiques de l’époque.
Une partie du mouvement s’attache à la renaissance de l’usage de la langue hébraïque. Celle-ci était devenue exclusivement une langue religieuse utilisée pour le culte. Les partisans de la Haskalah, les maskilim (משכילים), du moins ceux intéressés par cette question, souhaitent développer l'usage laïc de la langue et en répandre l’usage dans les populations juives.
En 1793, le premier périodique en langue hébraïque est publié par des maskilim de la ville prussienne de Koenigsberg : המאסף / Hameasef (« le Collectionneur »). Une part importante du journal est consacrée aux traductions, à la philologie, à la création littéraire de type moderne et aux actualités.
Dès 1853, Avraham Mapou, le père du roman hébreu, publie un « roman biblique » qui connaîtra un grand succès auprès des lecteurs : L’Amour de Sion.
Shalom Abramovitch, plus connu sous le nom de Mendele Moich Sforim (Mendele le vendeur de livres), invente, après un détour via le yiddish, une nouvelle prose hébraïque, mélange d’hébreu biblique et rabbinique.

he « Hamelitz » (« l'Avocat »), quotidien russe en hébreu, publié au XIXe siècle à Saint-Pétersbourg, 14 février 1889

La Haskalah se répand dans l'Empire austro-hongrois et dans l'Empire russe, où elle se heurte à l'hostilité de milieux traditionalistes, moins exposés à l’assimilation qu'en Allemagne.
C’est en Europe centrale et orientale que se développe la presse hébraïque : plusieurs journaux naissent à Vienne, en Galicie (חלוץ / halouts, השחר / hašahar) ou dans l’Empire russe (המגיד / hamagid, המליץ / hamelits). Ils jouent un rôle clé dans la diffusion des idées « modernisatrices », des œuvres littéraires et de l’usage laïque de l’hébreu propre aux maskilim.
Ces derniers sont très tôt confrontés à la relative pauvreté (8 000 mots et 500 racines) de la langue hébraïque, en particulier pour évoquer le monde moderne. Le problème a deux origines. D’une part, l’hébreu est une langue datant de l’Antiquité, et d’autre part, il s’agit d’une langue formaliste spécialisée dans le domaine religieux et qui n’est quasiment plus usitée en dehors du domaine religieux.
Certains auteurs, comme Mendele Moich Sforim, commencent un travail de création lexicale, inventant de nouveaux mots sur la base de racines hébraïques et arabes.
Les maskilim parviennent ainsi à faire éclore l’usage littéraire de la langue hébraïque, partiellement modernisée.

#### Ben Yehouda

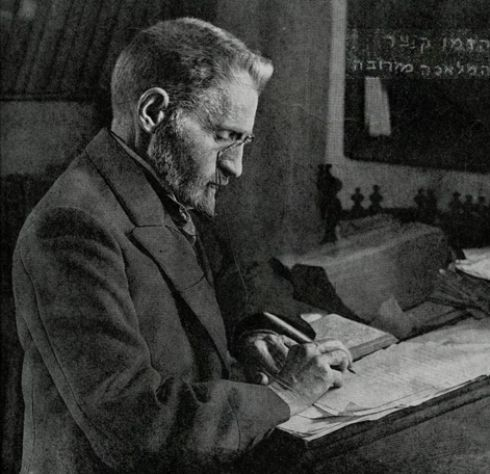
Eliézer Ben Yehoudah à sa table de travail

Eliézer Perlman naît en 1858 dans une bourgade lituanienne. De son maître à la yeshiva (école talmudique), il apprend la grammaire hébraïque, et il lit en cachette, comme d’autres étudiants, le roman d’Avraham Mapou, L’Amour de Sion. En effet, ce roman, considéré comme le premier roman moderne en hébreu, était associé au mouvement de la Haskala (les Lumières juives), qui prônait une ouverture à la modernité et une évolution culturelle du judaïsme s'opposant aussi à la stricte tradition des Yeshiva qui prône un hébreu uniquement biblique. Il poursuit des études de médecine à Paris où il a l’occasion de parler hébreu et conçoit le projet de faire revivre l’usage de cette langue. En 1880, il publie un article dans le mensuel juif viennois Ha-Shahar dans lequel il exhorte les Juifs à parler l’hébreu.
Sympathisant du premier groupe sioniste, les Amants de Sion, Eliézer Perlman choisit en 1881 le patronyme d’Eliézer Ben Yehouda et s’installe dans la ville de Jérusalem, en Palestine ottomane. Il ne s’adresse qu'en hébreu à Deborah qu'il a épousée la même année. Il interdit que l’on communique avec son fils, Ben Tsion, qui portera plus tard le nom d’Itamar Ben Avi, dans une autre langue (ce qui fera que son fils ne prononcera son premier mot qu'à quatre ans). Les maskilim ont développé une langue littéraire, mais c’est à l’initiative de Ben Yehouda que commence le renouveau de l’hébreu parlé.
En 1894, Ben Yehouda entreprend la rédaction d’un Grand Dictionnaire de la langue hébraïque ancienne et moderne réunissant tous les termes hébreux utilisables en hébreu moderne, dictionnaire intitulé à l'origine le Thesaurus Totius Hebraitatis. Pour ce faire, il parcourut des dizaines de milliers d'ouvrages, se fonda sur l’hébreu religieux (biblique ou mishnaïque) et sur le travail de création lexical des premiers maskilim. Ce travail restant insuffisant, Ben Yehouda est à l’origine de nombreux néologismes comme « restaurant » (מסעדה / mis'ada), « journal » (עיתון / iton) ou encore « montre » (שעון / ša'on). Il est aussi à la base de l’usage de la prononciation séfarade, qu’il considère être plus fidèle à la prononciation antique, de l’hébreu religieux comme base de la prononciation de l’hébreu moderne.
Après quinze années, le premier volume du Thésaurus de la langue hébraïque ancienne et moderne est publié. Les sixième et septième volumes sont publiés peu avant sa mort, en 1922.  En 1959 la série complète en seize volumes est achevée par une équipe fidèle à son esprit. Pour chacune de ses entrées, ce Grand Dictionnaire contient une traduction en allemand, en russe, en français et en anglais, ainsi qu'une indication de la racine arabe correspondante.

#### Oppositions et adhésions

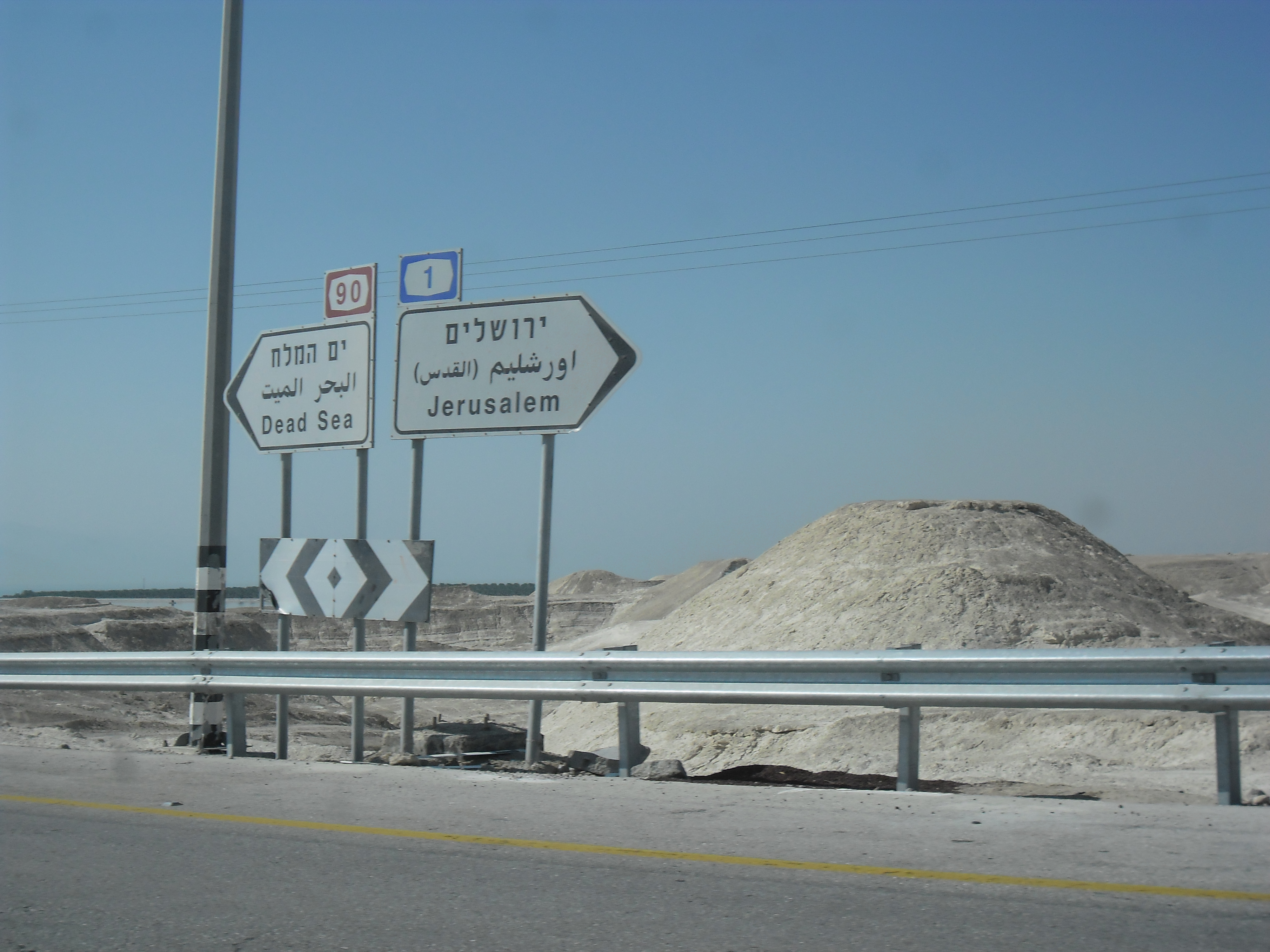
Signalisation routière multilingue en hébreu, arabe et anglais.

La pratique « vulgaire » et quotidienne de la « langue sacrée » (לשון הקודש / Lĕšôn Ha-Qôdeš) suscite la très ferme hostilité des Juifs les plus religieux. Au cours du XXe siècle, la plupart des haredim (orthodoxes) se rallient cependant progressivement à la pratique quotidienne de cette langue « modernisée », tout en conservant l’hébreu biblique et michnaïque pour le culte.
Certains groupes haredim actuels, comme la Edah Haredit continuent de refuser l’usage laïc de l’hébreu, le réservant à un usage sacré. Les membres israéliens actuels de la Edah utilisent ainsi toujours le yiddish comme langue parlée.
À l’inverse, le mouvement sioniste défend rapidement l’usage de l’hébreu modernisé des maskilim, plus particulièrement dans la version de Ben Yehouda.
Si dans Der Judenstaat, Theodor Herzl ne croit pas à l’hébreu comme langue uniforme de l’État juif, les organisations sionistes apparues entre la fin du XIXe siècle et le début du XXe siècle s’y rallient très rapidement. L’hébreu devint ainsi une des langues officielles de la Palestine mandataire (1922-1948) et d’Israël depuis 1948.

#### Académie de la langue hébraïque
La langue est officiellement régie par l'Académie de la langue hébraïque (האקדמיה ללשון העברית / Ha-aqademia La-lašon Ha-ibhrit) née en 1948 et dont l'ancêtre créé en 1890 par Ben Yehouda, s'appelait la Va'ad halashon, la « Commission de la langue hébraïque ». Cependant, les Israéliens ont tendance à ne pas suivre les conseils que donne l'Académie hébraïque ; par exemple, les recommandations en matière de prononciation de l'hébreu moderne ne sont pas toujours suivies, et on retient, par exemple, la prononciation des consonnes gutturales, qui donnent à l'hébreu son caractère oriental. Les Israéliens sont bien éloignés maintenant du modèle oriental initialement proposé. Une des décisions de l'Académie de la langue hébraïque qui a été appliquée est la prononciation du « sadi » comme le « z » allemand, en raison de la difficulté supposée des populations germanophones de le prononcer autrement, le « sadi » devient alors « tsadi »[réf. souhaitée].

#### Synthèse

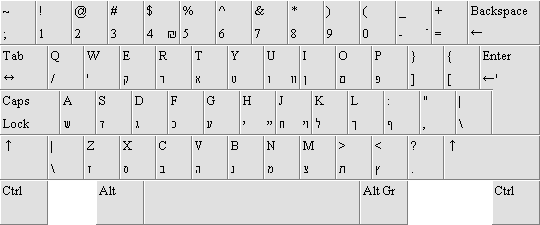
Configuration du clavier hébreu.

Pendant le Moyen Âge, il n'est plus une langue vernaculaire il subsiste comme la langue des études juives (avec l'araméen du Talmud et les langues vernaculaires). Les textes sacrés et les discussions rabbiniques sont tous écrits en hébreu. Son utilisation est réservée à la liturgie juive (langue liturgique ou cultuelle) et au monde de la littérature rabbinique, la correspondance entre lettrés (langue savante) ou dans les documents commerciaux entre Juifs (langue véhiculaire). L'hébreu est la langue d'écriture principale des Juifs, principalement en matière halakhique : rédaction des protocoles des tribunaux, dossiers halakhiques, interprétation des Écritures, et plus encore.
Le linguiste Claude Hagège affirme que « l'hébreu n'était plus vivant, mais il n'était pas mort ». L'hébreu est la langue de l'étude juive, qui occupe une place centrale dans la vie des communautés juives jusqu'à nos jours.
À partir de la fin du XVIIIe siècle, avec la croissance du mouvement éducatif juif en Allemagne et en Europe de l'Est, la langue hébraïque entre dans la dynamique moderne. Tout au long du siècle, son utilisation laïque se fait croissante.

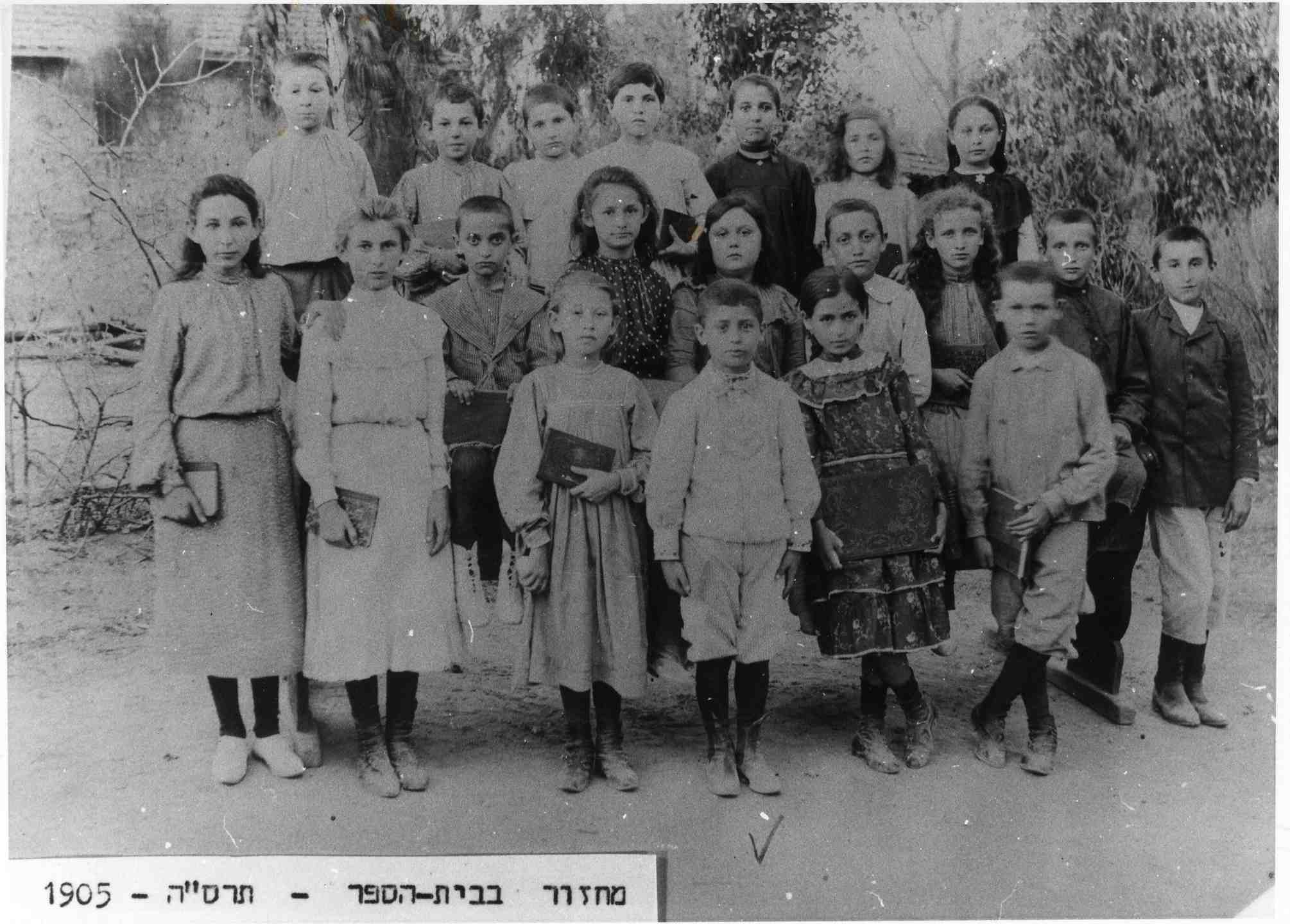
Classe d'élèves de l'école Habib, première école hébraïque fondée en 1886, qui introduit la méthode d'enseignement de l'hébreu en hébreu, Rishon LeZion (Palestine), 1905

Avec le mouvement sioniste à la fin du XIXe siècle, l'hébreu est utilisé comme langue d'établissement en terre d'Israël. Eliezer Ben-Yehuda et d'autres linguistes l'adaptent et en font une langue vernaculaire, qui deviendra la langue nationale du Yishouv. Les maskilim qui l’ont précédée y ont contribué. Les locuteurs de l’hébreu qui lui ont succédé continuent de créer des mots. Durant cette renaissance de l'hébreu, il existe deux dialectes, juif et samaritain. Le dialecte juif a quatre modes de prononciation principaux (ashkénaze, sépharade, yéménite et irakienne). Ben-Yehuda choisi la prononciation espagnole comme prononciation standard de l'hébreu dans le Yishouv. La pratique de la vie linguistique est un compromis entre les prononciations.
Avec le mandat britannique, l'hébreu obtient le statut de langue officielle, aux côtés de l'arabe et de l'anglais.
L'hébreu est parlé par plus de neuf millions de locuteurs en 2008.

## Alphabet

### Écriture des consonnes

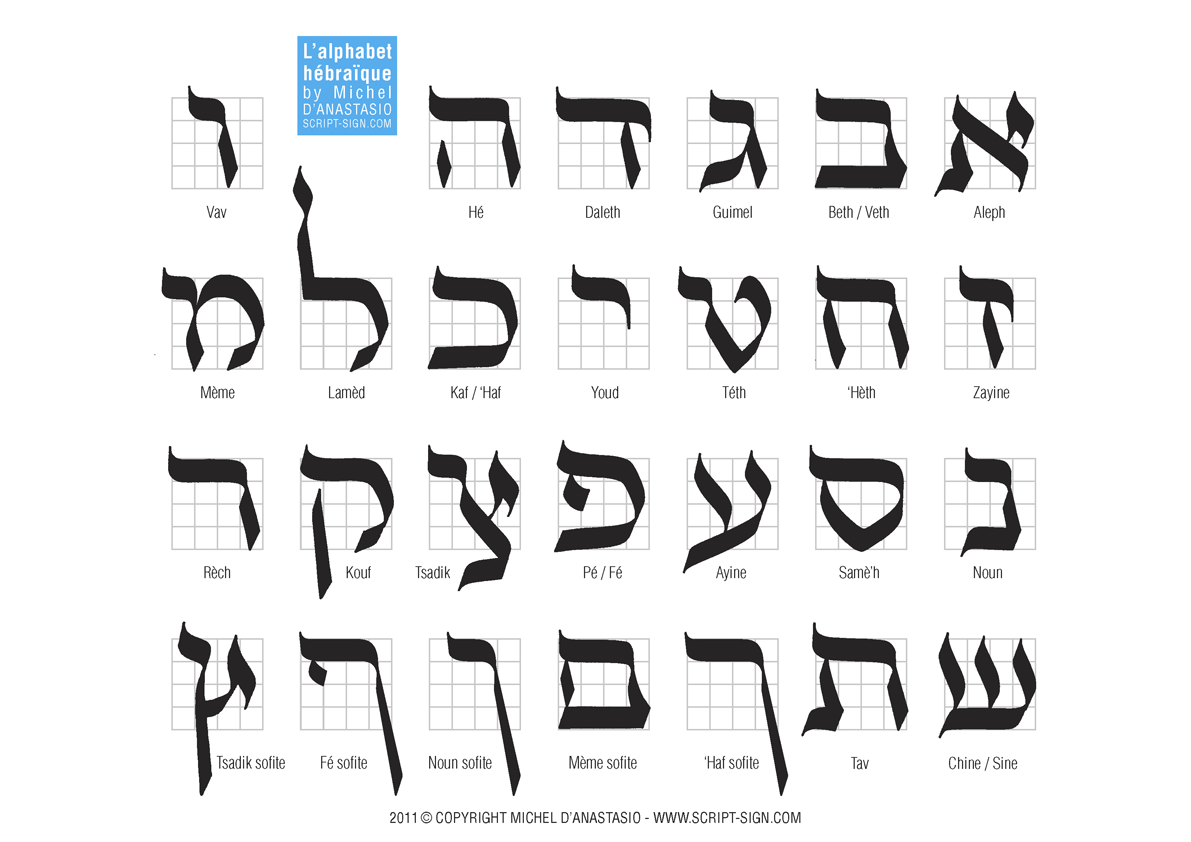
Alphabet hébreu

L’hébreu s’écrit et se lit de droite à gauche en utilisant un alphabet consonantique (abjad) de 22 lettres.
L'écriture actuelle de l’hébreu est l'écriture dite carrée (כתב מרובע / ketab meruba’), que les sages du Talmud appelaient « écriture assyrienne » (כתב אשורי / ketab ašuri).
Les sages du Talmud connaissaient deux écritures de l’hébreu : l’écriture dite hébraïque (כתב עברי / ketab 'ibri — maintenant appelée alphabet paléo-hébraïque) et l’écriture assyrienne. D’après un traité talmudique, le peuple d’Israël aurait abandonné aux Samaritains l’écriture hébraïque à l’époque du Talmud et conservé la seule écriture assyrienne : « Israël a choisi l’écriture assyrienne et la langue sacrée et a laissé aux hediotot [Samaritains] l’écriture hébraïque et la langue araméenne ».

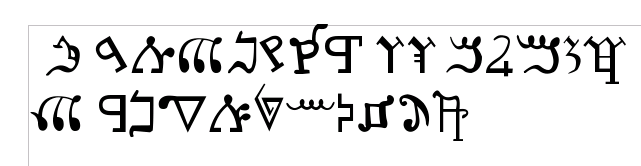
Alphabet samaritain kadosh

Ainsi les caractères paléo-hébraïques de l’hébreu samaritain, qui sont encore utilisés par les Samaritains de la petite communauté de Holon et Naplouse, sont les  caractères antiques, légèrement modifiés au cours des siècles et abandonnés par les Juifs à l’époque talmudique.
Si l’hébreu ancien distingue clairement les différentes gutturales, l’hébreu contemporain ne le fait guère. De plus, sa syntaxe tend de plus en plus vers des structures indo-européennes. La prononciation de l’hébreu moderne ne distingue plus certains phonèmes notés par des lettres différenciées, telles que « ח » (het) et « כ » (khaf) par exemple, ce qui cause une tendance homophonique et des difficultés d’orthographe. D’autres couples homophoniques figurent dans l’hébreu moderne : « ב » / « ו » (vav / bhet), « ת » / « ט » (tet / tav) et « כ » / « ק » (qof / kaf).

### Notation des voyelles

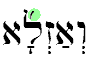
Vazla : mot araméen avec consonnes, voyelles et (indiqué en vert) signe de cantillation

À l’origine, la langue hébraïque, comme toutes les autres langues sémitiques utilisant l’alphabet, ne note pas les sons vocaliques.
Trois systèmes vocaliques se sont développés : le babylonien, le palestinien et celui dit de Tibériade. Ce n’est qu’au VIIe siècle que les sages (חז"ל / hazal) du judaïsme réunis à Tibériade conviennent d’un système de voyelles basé sur des traits et des points qu’on appelle système vocalique, qui se nomme en hébreu « torat haniqud » (תורה הניקוד, « règles de ponctuation »). On hérite aussi de cette période les signes de cantillation (טעמים / te'amim — le mot טעם / ta’am signifie « goût » en hébreu), la Torah étant chantée depuis ses origines ; elle l’est encore dans le culte juif, grâce à ces signes de cantillation.

## Grammaire

### Formation des mots
En hébreu, tout mot peut s’analyser en deux morphèmes : le schème et la racine.
Les schèmes nominaux ou verbaux constituent des squelettes dans lesquels sont coulées les racines. Ils sont en nombre limité et associés à des sens ou des usages spécifiques.
La racine de chaque mot se dégage naturellement pour le locuteur qui distingue l’ajout d’une consonne préfixale ou suffixale. Une racine est généralement trilitère, mais l’hébreu connaît aussi des racines quadrilitères.
C’est ainsi qu'on peut produire un adjectif, une conjugaison, une forme passive, un indicatif etc. à partir de toute racine, même si le mot est d’origine étrangère ou [lazim] לעזי"ם, comme l’écrit Rachi : prenons le mot « téléphone » (טלפון) se prononçant bien entendu « telefon », le verbe « téléphoner » suivant la grammaire hébraïque, se dit « letalpen » (לטלפן) (certains prononcent [letalfεn] par assimilation).
Les membres de la famille Kimhi qui ont vécu vers le milieu du Moyen Âge ont passé de nombreuses années à dénombrer et comprendre les schèmes (משקל) et ont posé les bases de la première grammaire hébraïque.

### Filmographie
- Deux films de la réalisatrice Nurith Aviv :
  - D’une langue à l’autre (2004)
  - Langue sacrée, langue parlée (2008)